# Les Saltimbanques (opera)
Les Saltimbanques (Nederlands: De Acrobaten) is een komische opera in drie bedrijven met vier scenes door Louis Ganne, op een libretto van Maurice Ordonneau (1854 - 1916). De première was op 30 december 1899 in het Théâtre de la Gaîté in Parijs.

## Synopsis
Het verhaal beschrijft het leven van Suzanne, een vondelinge die wordt opgevoed door de directeur (Malicorne) van een reizend circus. Suzanne wordt lid van de groep artiesten als koorddanseres, zij wordt verliefd op luitenant André de Langeac.
Nadat de wrede Malicorne haar heeft mishandeld ontsnappen Suzanne met Paillasse, Grand-Pingouin en Marion; zij vormen een nieuwe groep Les Gigoletti. Zij gaan naar Normandië en worden daar in bescherming genomen door de graaf des Etiquettes nadat ze zijn uitgenodigd bij hem in het kasteel op te treden.
De graaf is de oom van André (de luitenant), hij betaalt een schuld die zij hebben bij de circusdirecteur. Ook André is aanwezig bij de voorstelling. Als Suzanne een kinderliedje zingt dat ooit werd geschreven door de graaf wordt het hem duidelijk dat zij zijn verloren gewaande dochter is en zo ligt de weg open om met André te trouwen. Een gelukkig einde en een mooie toekomst voor Suzanne Apres le sombre orage... C'est l'amour.

### Akte I
Les Roulottes (de circuswagens, de woonwagens).

1 Aupres de la marmite; 2 Pourqoui vous occuper de moi?; 
3 Il nous faut pour etre saltimbanque; 4 Que me dites-vous-la?, S'est la première fois;
5 Fais pas l'flambard; 6 Mademoiselle, je vous prie;

La Parade.

7 Que l'on accoure; 8 La bergere colinette; 9 Des excuses, c'est la danse, C'est l'amour;

### Akte II
Les Gigoletti (de straatmeiden)

Entr'Acte

10  C'est jour de fete; 11 Pour ma Dulcnée; 12 Bohemes, conceurs d'aventures; 
13  Souvent on me fait les doux yeux; 14  D'mandez-moi d'n'avoir plus d'esprit; 
15  Dans un coin de village; Va gentil soldat; 16  Tendre felur du riant printemps; 
17  C'est nous les Gigoletti; 18 Défilé; 19  Voleurs! Vous avez menti; 

### Akte III
Le Chateau des Étiquettes

Entr'Acte

Les cueicilettes des Pommes, ballet pantomime (de appelpluk).

20  Bonjour monsieur le comte; 21  Dans les champs tout couverts de bles; 22  La nature a pour ses elus; 
23  Renonce à ton rêve orgueilleux; 24  C'est l'heure de la comedie; 
25  Comme le soldat;

## Recensies
Over het algemeen waren de recensies matig tot koel, men vond de muziek te weinig vernieuwend en het geheel te volks. Het publiek dacht daar heel anders over, met name het lied C'est l'amour was een groot succes.
In allerlei publicaties werd het stuk aangekondigd als operette, de originele uitgave van Partition Chant et Piano opgedragen aan Louis du Debruyere wordt het werk Opéra-Comique genoemd.
In Nederland werd de opera uitgevoerd vanaf 1905, o.a. in Amsterdam, Paleis voor Volksvlijt (22-03-1905) en in  Den Haag, Koninklijke Fransche Opera (30-10-1905). De Nederlandse recensies waren over het algemeen mild, uitgezonderd in  het blad Inlichtingen voor Roomsch-Katholieken dat in 1918 die het stuk afkeurenswaardig achtte in verband met de halfnaakte dames.

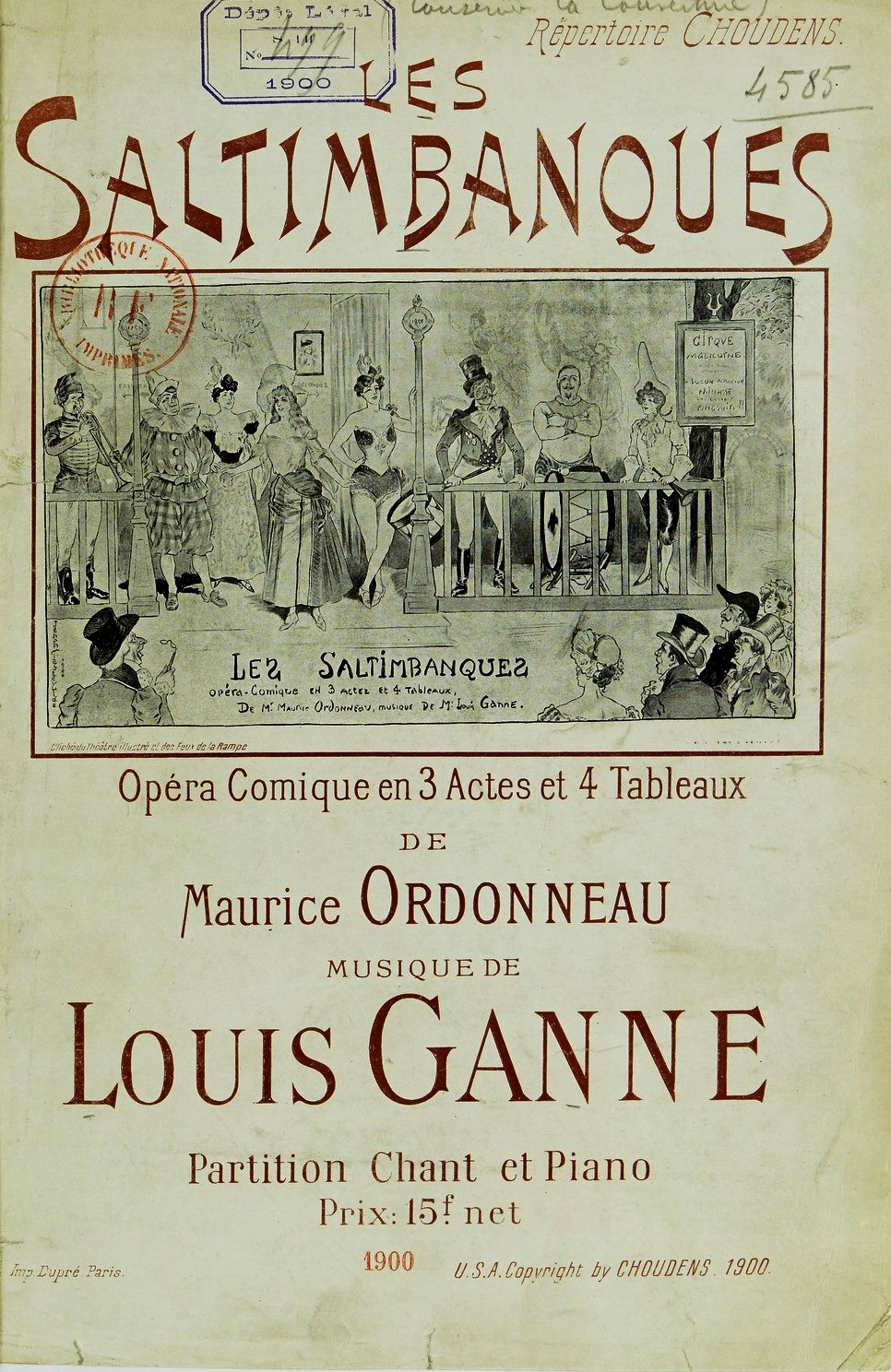
Partition Les Saltimbanques
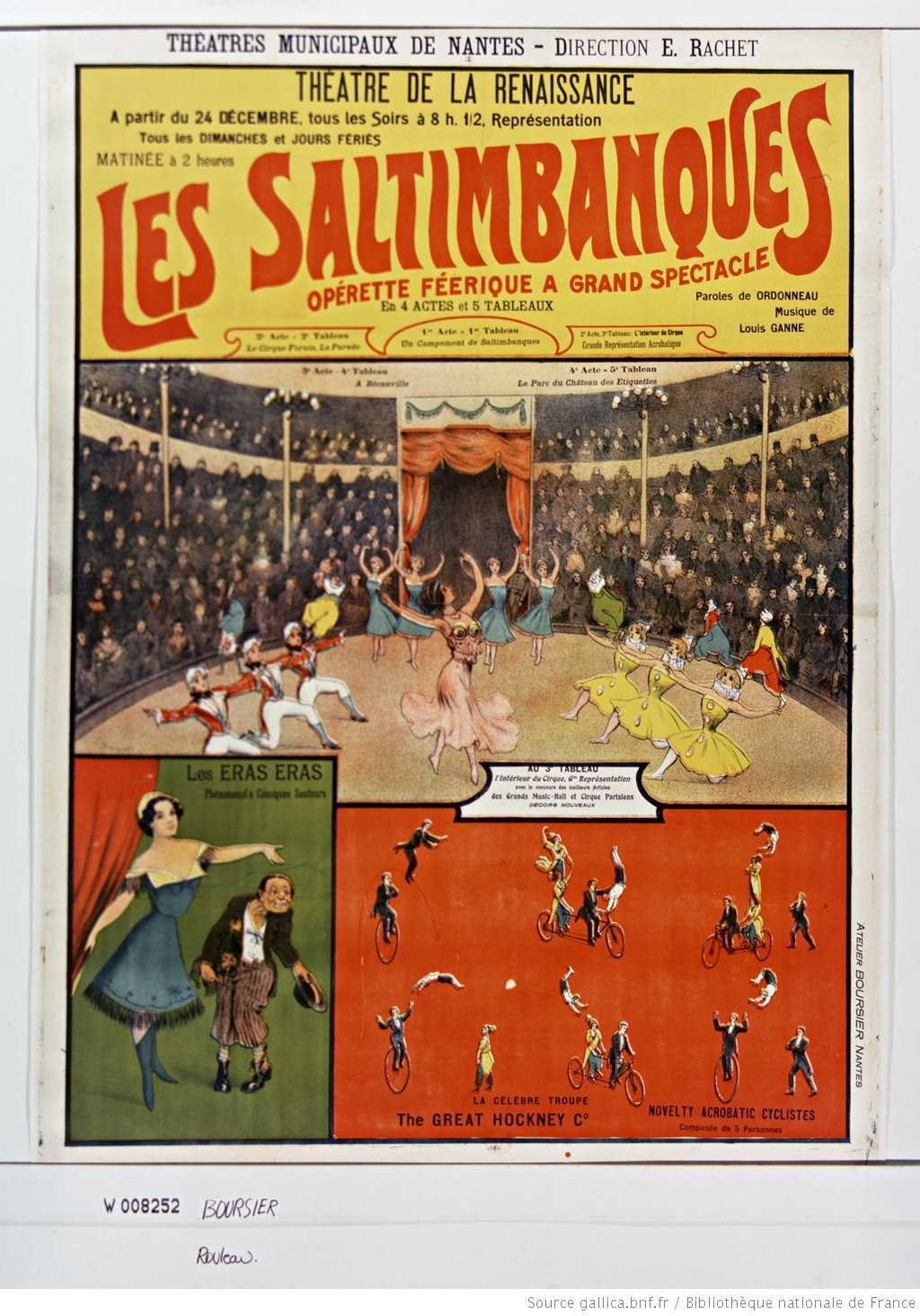
Affiche Les Saltimbanques Opéra-comique
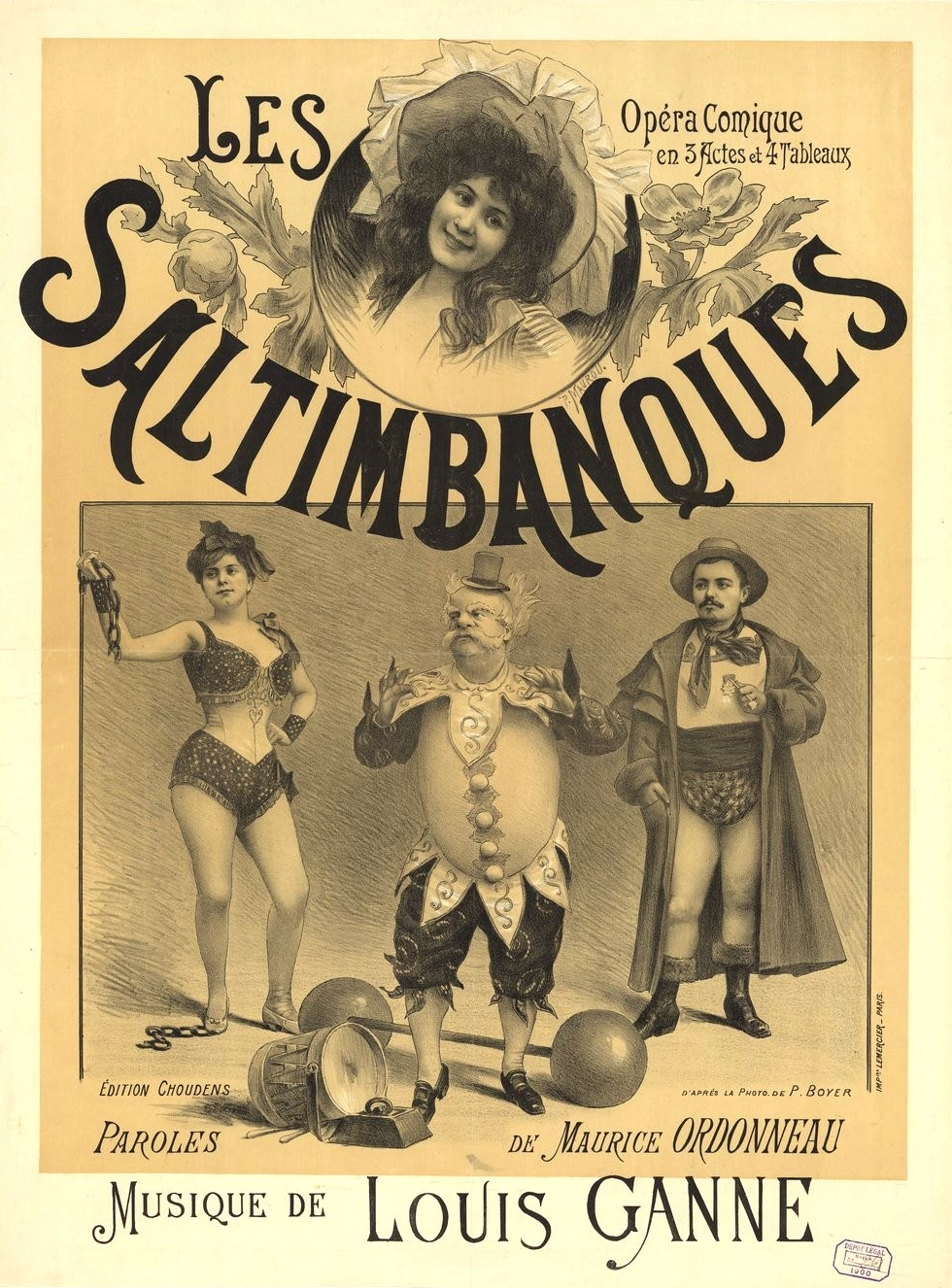
Affiche Les Saltimbanques Opéra-comique
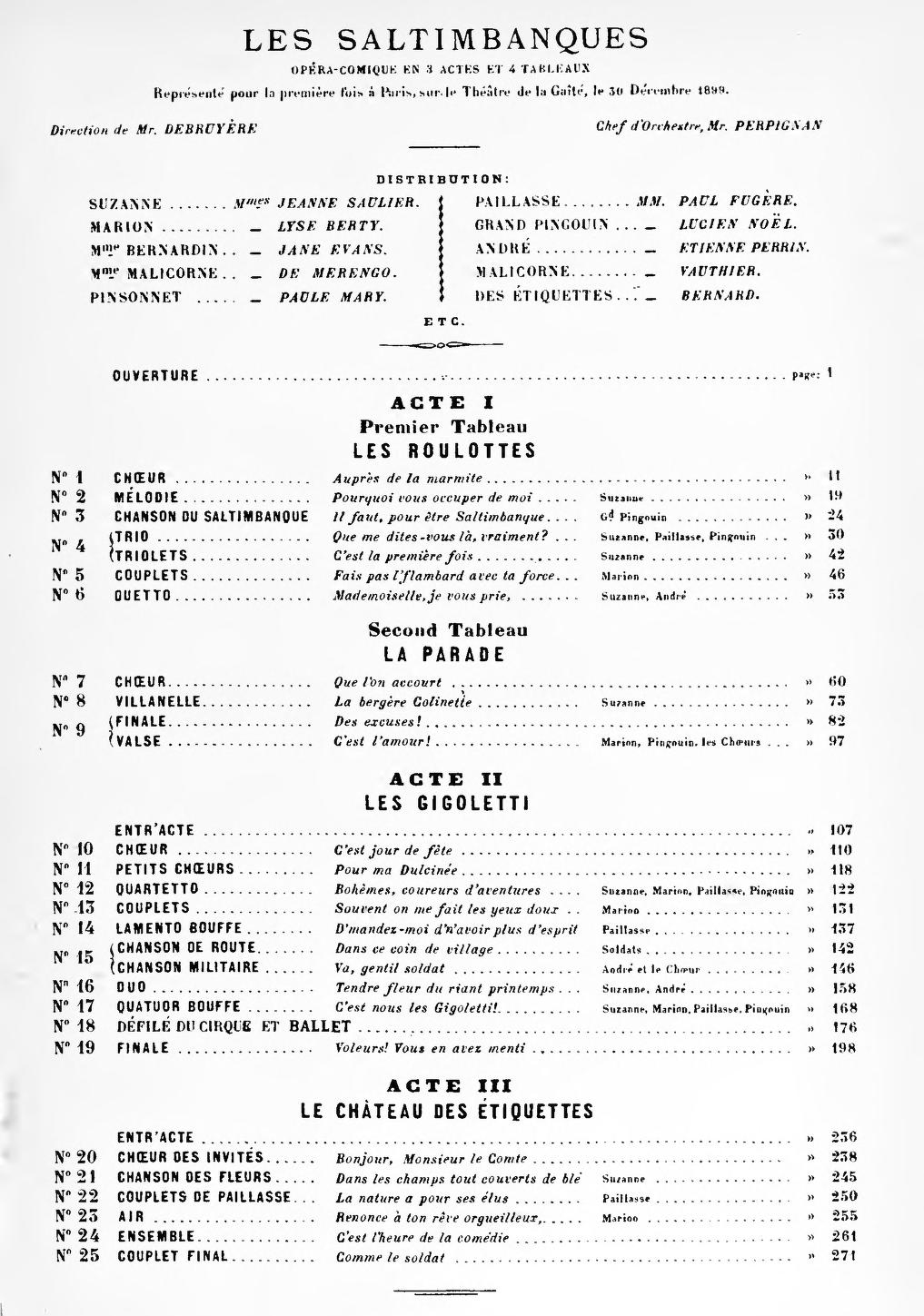
Libretto Les Saltimbanques

## Varia
- Picasso maakte in zin roze periode een schilderij getiteld Les Saltimbanques.
- Les Saltimbanques, de straatartiesten: de oorsprong van het woord Saltimbanque wordt gevonden in de uitdrukking Saltare in banco (spring op de bank), het betrof een straatartiest (acrobaat, grappenmaker) die op een verhoging (bank) sprong om zij publiek toe te spreken.